# Muhamad Fwaz
Muhamad Fwaz (ar. محمد فواز;ur. 24 maja 2000) – syryjski zapaśnik walczący w stylu klasycznym.
Brązowy medalista igrzysk panarabskich w 2023, a także mistrzostw arabskich w 2023. Piąty na mistrzostwach Azji w 2021. Siódmy na igrzyskach śródziemnomorskich w 2022 roku.